# Isoperla silesica
Isoperla silesica är en bäcksländeart som beskrevs av Joachim Illies 1952. Isoperla silesica ingår i släktet Isoperla och familjen rovbäcksländor. Inga underarter finns listade i Catalogue of Life.